# Château de Pidhirtsi
Le château de Pidhirtsi ou de Podhorce, ou de Podgortse (Підгорецький замок) est une résidence Renaissance érigée par le célèbre général polonais Stanisław Koniecpolski (1594-1646). Il a été construit par Guillaume Le Vasseur de Beauplan entre 1635-1640 et fait partie du "fer à cheval d'or d'Ukraine", une route touristique des alentours de Lviv. À l'époque de sa construction, le château fait partie du Royaume de Pologne. Il est considéré comme le plus précieux des complexes palais-jardin de l'Europe de l'Est.

## Extérieur

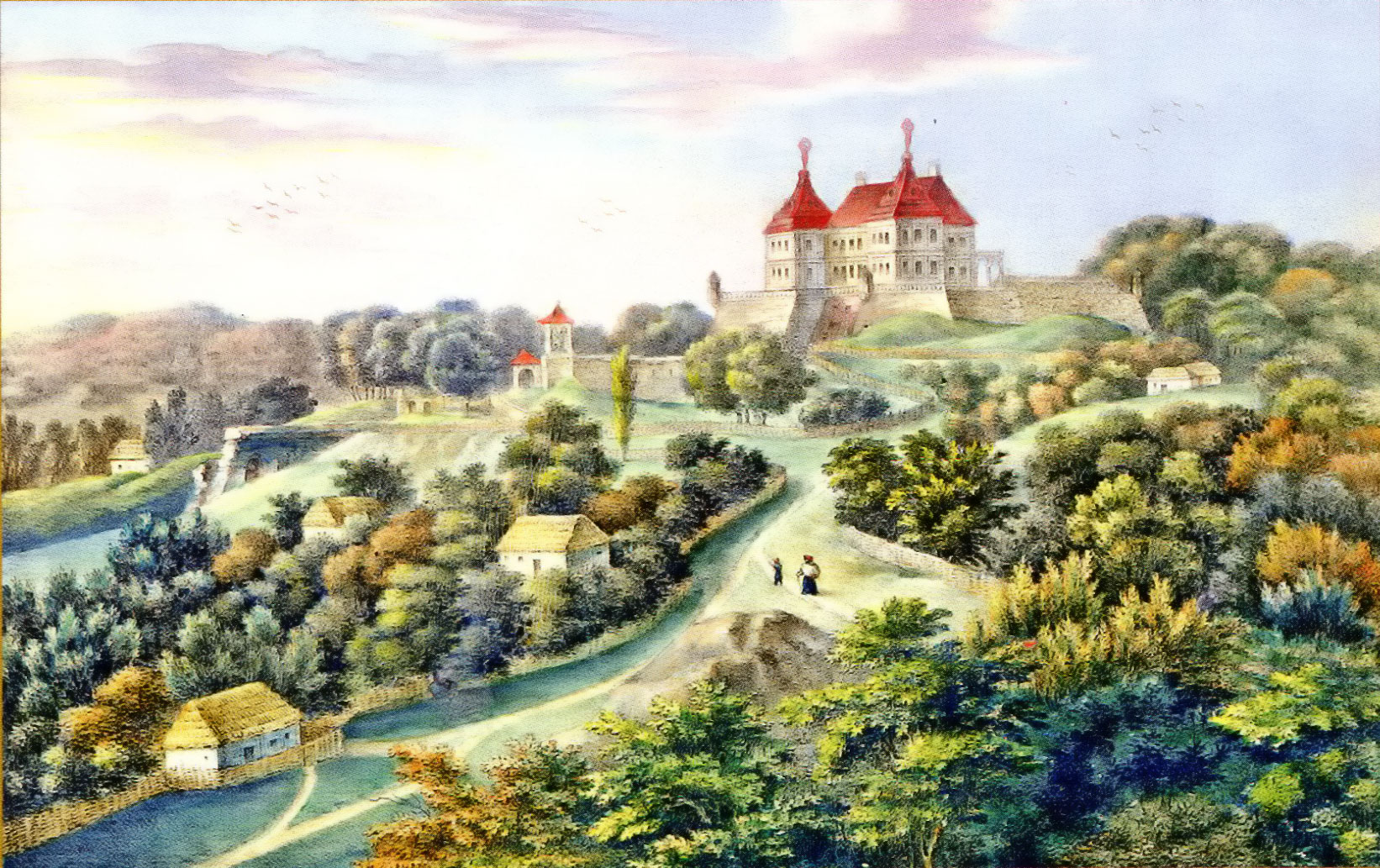
Milieu XIXe siècle par Karol Auer.

La structure, se compose principalement de brique et de pierre et a été conçue dans le style des Palais Forteresse italiens (Palazzo in fortezza). Le Palais est construit à flanc de colline sur versant nord des collines Woroniaki. Établi à 399 mètres au-dessus du niveau de la mer il surplombe la vallée de la Styr ce qui lui offre une visibilité exceptionnelle à des kilomètres à la ronde. Au XVIIe siècle, il a été entouré de vignobles et de jardins italiens de style Paterre. Sur le plan architectural, le château s’élève sur trois étages et prend la forme d'un carré de près de 100 mètres de côté cerné par un fossé et rendu accessible par un pont-levis. Des remparts ponctués par plusieurs bastions et un ensemble de canons de fer assuraient la défense. La partie ouest était dédiée aux réceptions et à l'hébergement des invités tandis que la partie orientale était privée, réservée au propriétaire et à l'intendance.Au-dessus de la porte d'entrée on trouve une plaque de marbre portant inscription latine. Elle signifie : "Le couronnement des campagnes militaires est la victoire, la victoire est triomphe, le triomphe est tout"Autrefois, on trouvait également une grange, un zoo privé, des vignobles dont le vin a été célébré par les poètes Jakub Sobieski et Jan Andrzej Morsztyn, un rucher, un étang à truites et un moulin.

## Intérieur

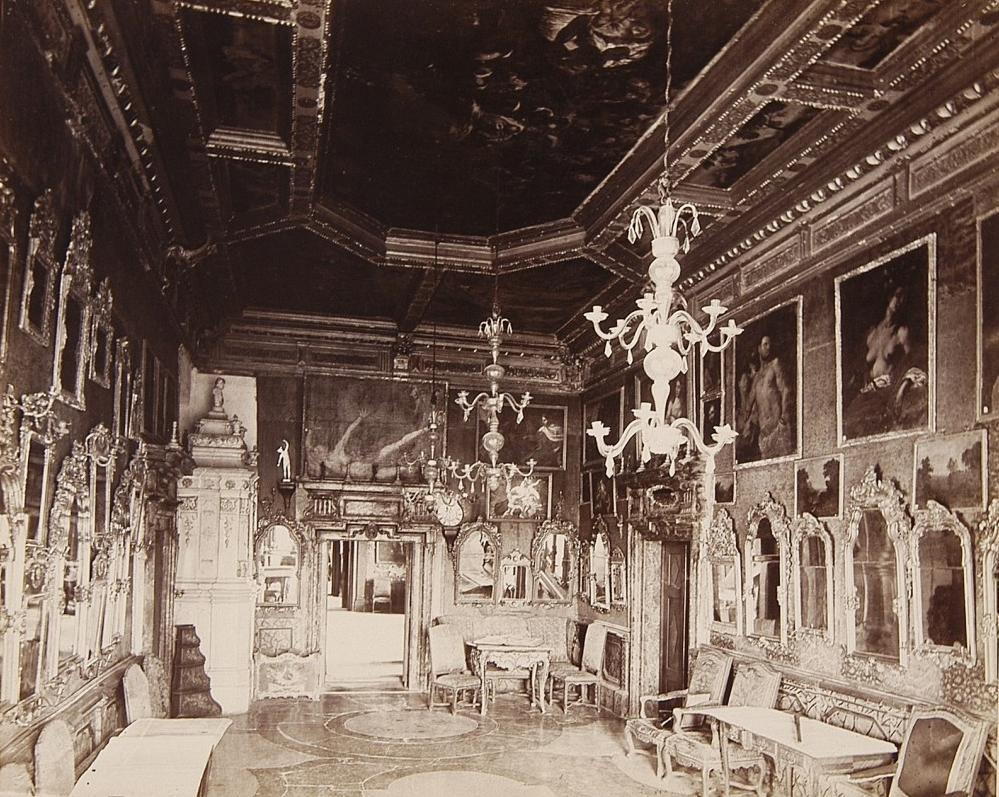
Salon des miroirs vers 1880.

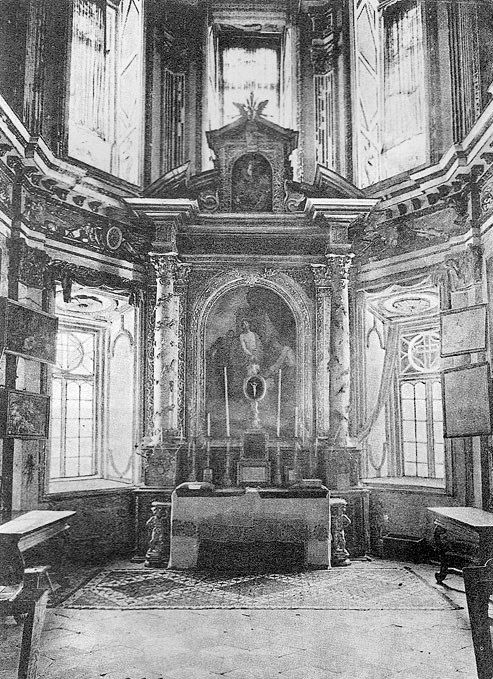
Sa chapelle.

À son apogée, le château était richement meublé. Son propriétaire, Jakub Sobieski, avait fait construire plusieurs salles et une bibliothèque mais aussi des jardins splendides, le temps, les guerres et la négligence soviétique ont laissé le château en très mauvais état aujourd'hui. Cependant, on retrouve toujours la structure originelle malgré la perte de la plupart des splendides décors, pillés ou dégradés.
Après l'entrée, on trouve le corps de garde, immédiatement suivi de la salle des chevaliers qui abrite des équipements de hussards et de nombreux types d'armes. Plus loin on traverse le Salon Rouge, un Salon Chinois, la Galerie des Glaces (inspirée de Versailles), le Salon Jaune, le Salon Vert (encore décoré de 106 peintures du peintre Szymon Czechowicz réalisées au cours du XVIIIe siècle) et enfin une Chapelle.
Les murs de chaque pièce étaient couverts de peintures (près de 200 portraits et des paysages bucoliques) tandis que les sols étaient recouverts de marbre. Enfin, une cheminée monumentale également en marbre ornait chaque salon. Le mobilier était extrêmement raffiné, de nombreux éléments de décors provenaient des butins de Stanisław Koniecpolski. Ainsi on trouvait des tentes turques et des tapis persans ramenés d'Orient lors des guerres avec les Turcs et les Tatars. Une très riche bibliothèque regroupait les archives des familles Koniecpolski et Rzewuski.

## Histoire
Le Palais dessiné par Guillaume le Vasseur de Beauplan est fortement inspiré de l'œuvre de l'architecte italien Andrea Del Aqua qui avait déjà conçu une forteresse similaire dans les environs de Brody. En 1646, le roi Władysław IV Vasa et son épouse Ludwika Maria Gonzaga visitent la forteresse d'alors et sont très impressionnés par le site. Peu de temps après leur visite, Stanisław Koniecpolski meurt.
En 1648, il a été attaqué par les Cosaques ukrainiens durant la rébellion de Khmelnitski mais sans succès pour ses assaillants. 3 ans plus tard, les Cosaques sont revenus et ont échoué à nouveau. Après cet événement, le fils de Koniecpolski, Aleksander, fait réparer les dommages subis et renforce la sécurité des fortifications en prévention des nombreuses incursions turques qui ont lieu au cours de la deuxième moitié du XVIIe siècle.
En 1682, Stanisław Koniecpolski, petit-fils du constructeur d'origine décide de léguer le château à la seigneurie environnante de Jakub Sobieski Ludwik. Cinq ans plus tard, Jakub Sobieski revenant de la campagne contre les Turcs Ottomans y accueille le roi Jan III Sobieski et son épouse française Marie Casimire Louise. François d'Aleyrac, courtisan de Sobieski, décrit alors le château : "Sans aucun doute le plus beau en Pologne et il serait également considéré comme unique parmi d'autres pays».
En 1725, Konstanty Sobieski, le jeune frère de Jakub, vend le château à au Grand Hetman de Couronne Stanisław Rzewuski . Après la mort de celui-ci, le domaine revient à son fils, Wacław, qui était aussi propriétaire du château voisin d'Olesko . 
Wacław Rzewuski fait de Pidhirsti sa résidence permanente. Il fait édifier un troisième étage et ajoute une église en 1788 puis un théâtre. Grand admirateur du Roi Jean III Sobiesk, il achète des reliques tels que son épée utilisée lors de la bataille de Vienne ainsi que d'une table de marbre sur laquelle le Roi aurait été baptisé. L'église baroque, qui abrite beaucoup de sculptures, est surmontée d’un dôme et contient une crypte où différents châtelains ont été enterrés.
En 1767 Rzewuski part à Varsovie afin de participer aux débats de la Diète mais, arrêté par les Russes, il est envoyé à Kaluga et ne reviendra jamais à Pidhirst. 
Après le partage de la Pologne en 1772, les terres du château reviennent à l'Autriche-Hongrie mais restent la propriété de la famille Rzewuski. Les précieuses collections sont malgré tout partiellement mises aux enchères par l'administration autrichienne tandis que l'intérieur est endommagé lors de emprisonnement de Wacław.
Jusqu'en 1869, Pidhirtsi reste dans la famille Rzewuski, qui y accueille de nombreux hôtes dont le plus prestigieux reste certainement l'empereur François-Joseph Ier. 
Son état avant 1914 est connu par des photos.
Le château est occupé par les Russes au cours de la Première Guerre mondiale, ils vont en piller la plupart des objets précieux.
À l'été 1915 Pidhirsti devient le siège du Cinquième Corps de l'armée austro-hongroise. Situé sur la ligne de front, il est menacé de destruction par l'artillerie russe mais, fort heureusement, le général Alexeï Broussilov décide d'épargner le domaine. Malgré tout, il est saccagé à nouveau par les soldats russes qui détruisent son intérieur : murs, dalles et planchers.
Le château est de nouveau victime de la guerre au cours du conflit polono-soviétique, après 1918. C'est à ce moment qu'il devient propriété du prince Roman Sanguszko et redevient polonais en intégrant la voïvodie de Tarnopol (Deuxième République de Pologne ). Sanguszko en est le dernier propriétaire privé. 
Face à l'invasion nazie de 1939, Sanguszko fait déménager la plupart des objets de valeur vers la Roumanie et le Brésil. Le château est occupé par les Nazis qui y installent un hôpital de campagne.
En 1945, les soviétiques le confisquent pour y créer un sanatorium.
En février 1956, le château brûle presque entièrement avec les tableaux de valeur et le feu, qui dure près de trois semaines, ne laisse que les murs. On chiffre les dégâts à 12 millions de dollars de dommages-intérêts.
À la suite de cet incendie, le gros œuvre du château est reconstitué, mais pas la plupart des décors baroques de l'intérieur.
Lorsque l'Ukraine retrouve son indépendance, on prévoit de rénover et transformer le palais en résidence présidentielle. Mais ce projet ne verra jamais le jour et c'est finalement la Galerie de peinture de Lviv qui le rachète et le transforme en musée en 1997. Malgré les affres du temps, le château reste un objet architectural intéressant et attrayant. Plusieurs films y ont été tournés, notamment "Déluge" d'après le roman de Henryk Sienkiewicz.
Actuellement, une partie de la collection de la famille Rzewuski est conservée au Musée historique de Lviv tandis que d'autres objets sont conservés dans les musées de Tarnów et Cracovie en attendant de retrouver leur place au château. La Galerie de Lviv tente de restaurer le château dans son état d'origine, mais le manque de fonds retarde la plupart des travaux qui ne se réalisent que très lentement.

## En images

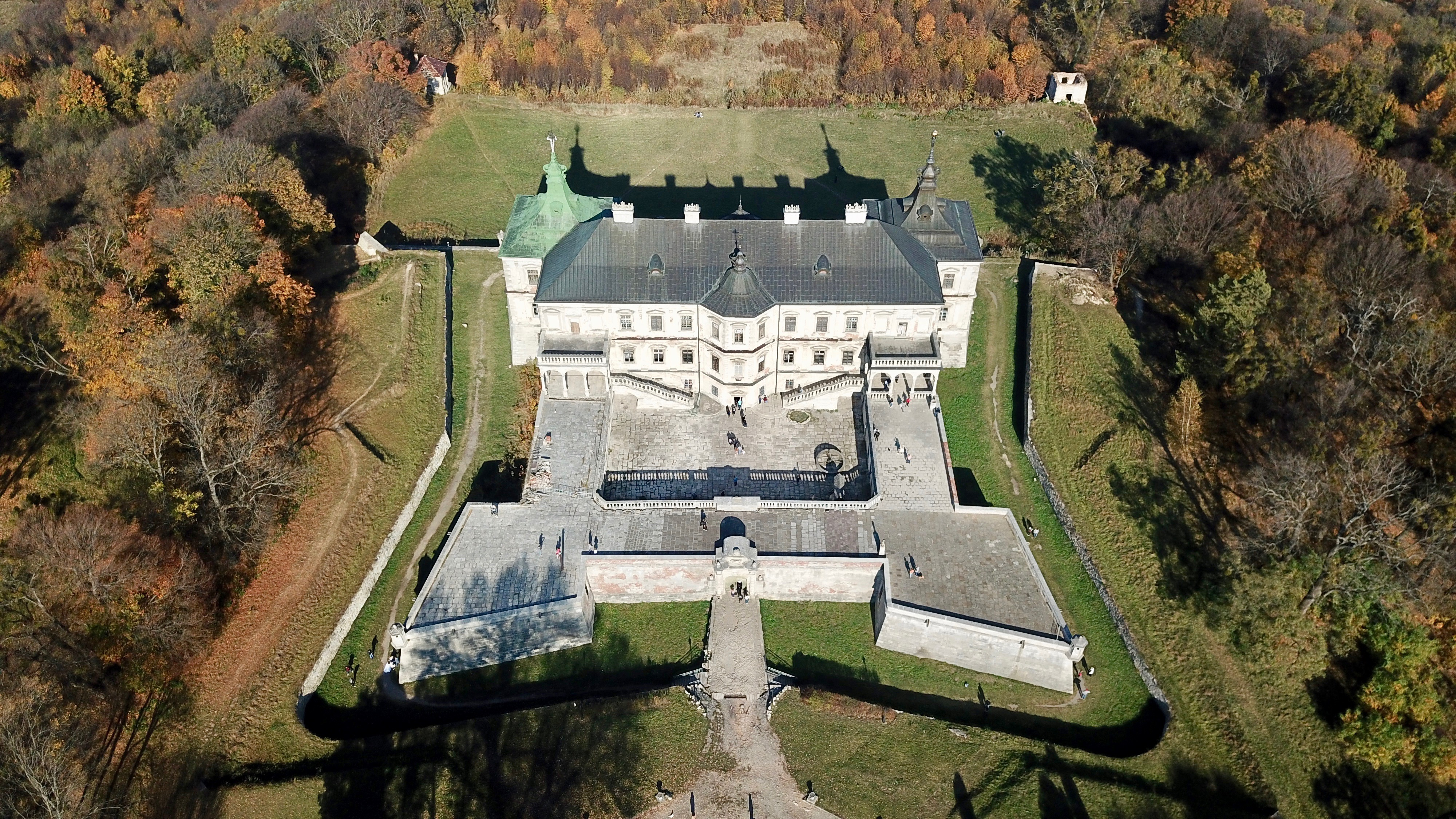
Vue aérienne,
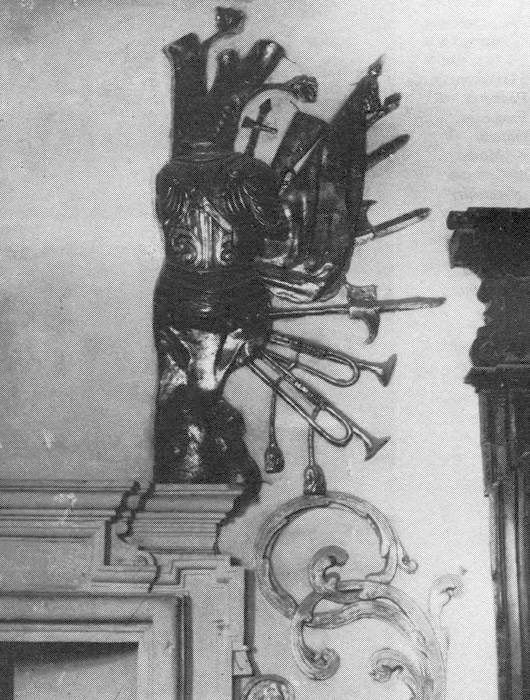
Salle des chevaliers,
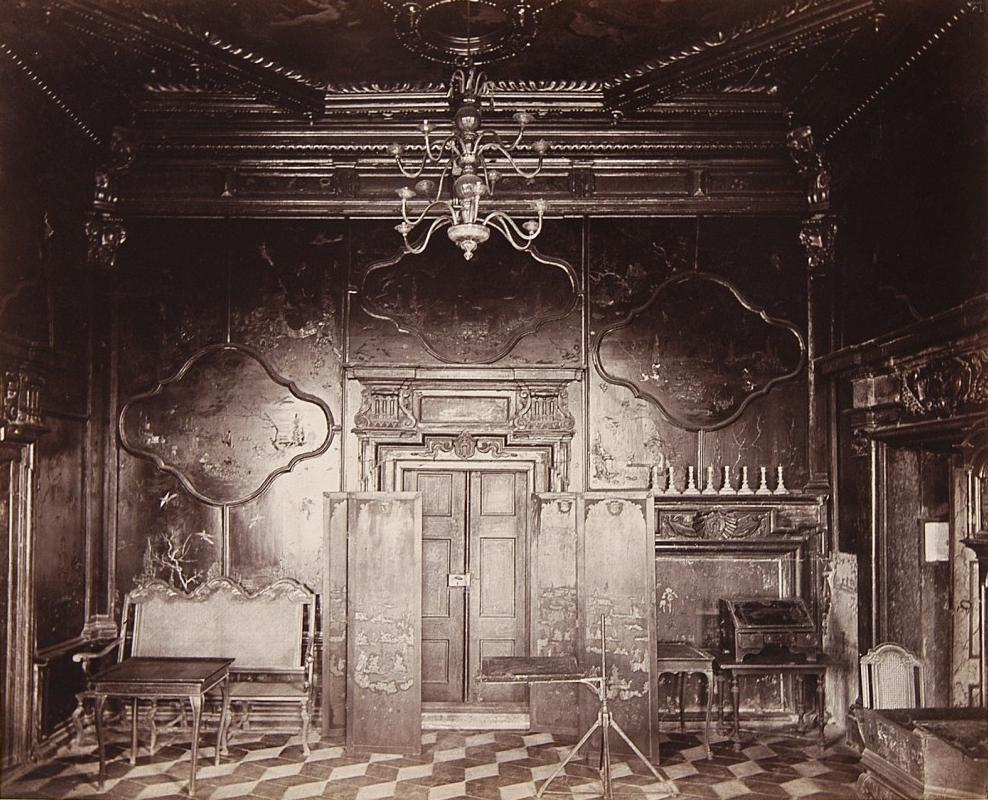
Salon chinois,
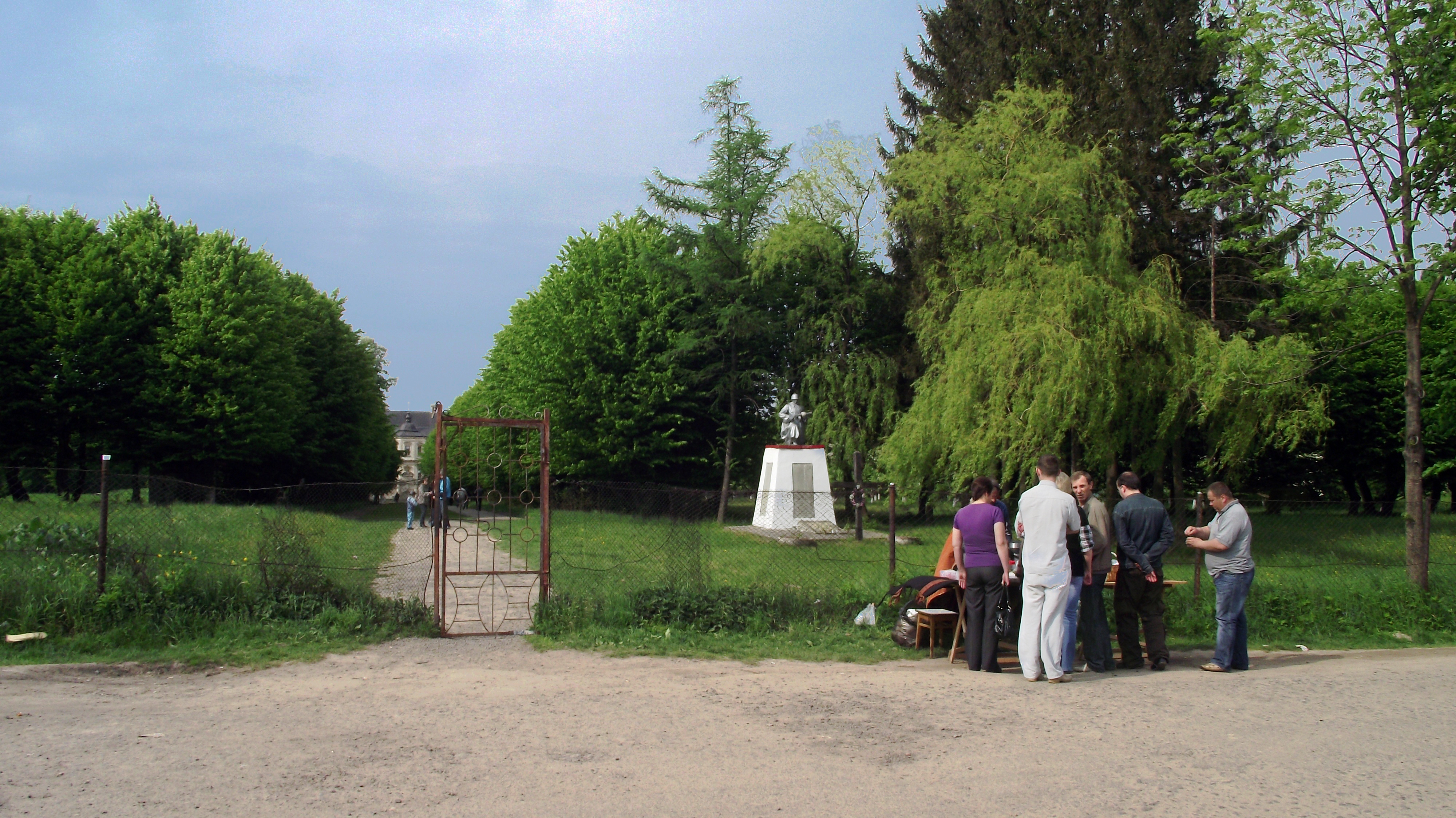
Son parc.